# 十勝清水車站
十勝清水車站（日语：／ Tokachi-shimizu eki */?）是位於日本北海道上川郡清水町本通1丁目的北海道旅客鐵道（JR北海道）車站，是根室本線沿線車站之一，其車站編號為K24，電報略號為（MiSu）。
車站名稱的由來是阿伊努語中「peker-pet」（明亮清澈的河川）的意譯，但為了避免與東海道本線上更知名的同名車站混淆，而在站名中添加本地的舊國名也是目前的支廳名「十勝」二字作為區隔。
作為所在地清水町的主車站，本站是行駛根室本線的許多高等列車的停靠站，包括特急列車「十勝」的所有班次及「大空」的部份班次皆有停靠本站。

## 歷史
- 1907年（明治40年）9月8日 - 以國有鐵道清水車站之名開始營業。
- 1926年（大正15年）6月16日 - 河西鐵道（日语：十勝鉄道#清水部線）（後來的十勝鐵道清水部線）所屬的清水車站在本車站站前設置、開始營運。
- 1934年（昭和9年）11月20日 - 站名改為十勝清水。
- 1951年（昭和26年）7月1日 - 十勝鐵道清水部線被廢除。
- 1985年（昭和60年）3月14日 - 停辦行李托運業務。
- 1986年（昭和61年）11月1日 - 停辦除車攜貨運（日语：車扱貨物）之外的所有貨運業務。
- 1987年（昭和62年）4月1日 - 日本國鐵分割民營化後，由JR北海道繼承。

## 車站構造
十勝清水車站為擁有1個島式月台及2條鐵路路線的地面車站。普通列車通常使用位於車站大樓旁的1號線，而需要交換列車等情況時則使用2號線。
車站大樓位於站區東側，是一個JR北海道委託子公司JR道東旅遊服務代為經營的業務委託車站，並設有綠窗口（營業時間6時30分～16時35分）。
至於貨運用的月台則位於車站大樓南側，車站南側、根室本線西側則是JA十勝清水町的倉庫，本線東側是日本甜菜製糖清水工廠，車站北側原本還設有通往北連清水製糖工廠的專用鐵路之分岔點，但該專用線已在1986年（昭和61年）11月廢線。

## 車站周邊
- 國道38號
- 國道274號
- 道東自動車道十勝清水交匯處
- 清水町
  - 馬鈴薯班車（日语：ポテトライナー）（Potato Liner）「清水」站
- 帶廣開發建設部（日语：北海道開発局）清水道路管理站
  - 北方班車（日语：ノースライナー (北海道)）（NORTH LINER）「清水開發前」站
- 新得警察署（日语：新得警察署）清水派出所
- 清水郵政局（併設日本郵政帶廣分店清水配送據點）
- 帶廣信用金庫（日语：帯広信用金庫）清水分店
- 北洋銀行清水分店
- 十勝清水町農業協同組合（JA十勝清水町）
- 北海道清水高等學校（日语：北海道清水高等学校）

## 相鄰車站
北海道旅客鐵道（JR北海道）
- 特急「大空」、「十勝」停靠站

■根室本線
新得（K23）－十勝清水（K24）－（平野川信號場）－羽帶（K25）

## 外部連結
- （日語）十勝清水車站（JR北海道）（页面存档备份，存于）
- （日語）十勝清水車站（JR北海道釧路分社）
- （日語）十勝清水車站（页面存档备份，存于）
- （日語）全驛參觀之旅（页面存档备份，存于）